# Tony Leung Chiu-wai
Detta är ett kinesiskt namn. Familjenamnet är Leung.

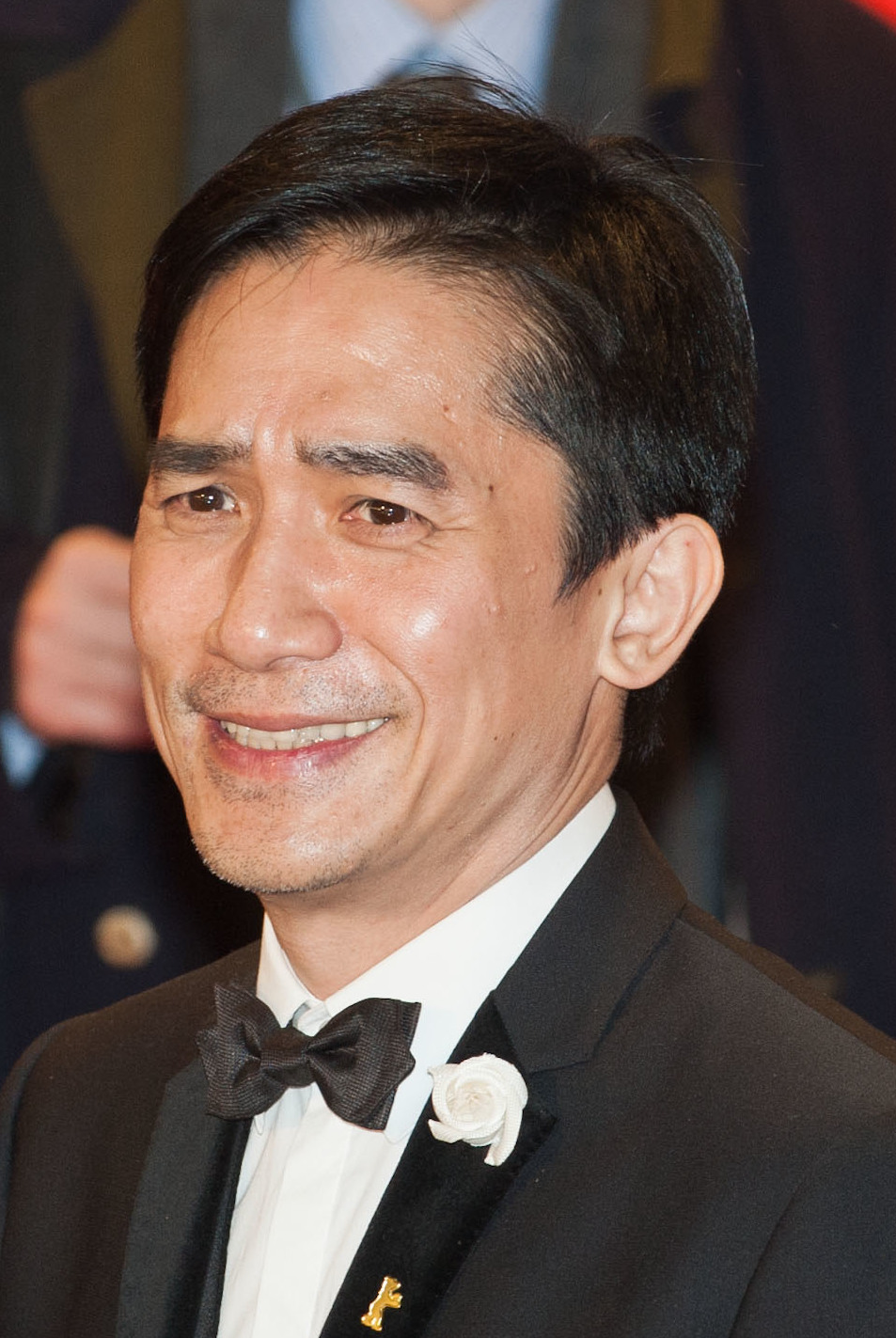
Tony Leung Chiu-wai 2013.

Tony Leung Chiu-wai, född 27 juni 1962 i Hongkong, är en kinesisk skådespelare. Leung har under sin karriär arbetat med ett flertal av Asiens mest framstående regissörer, såsom John Woo, Wong Kar-wai, Zhang Yimou och Ang Lee. Han är gift med skådespelerskan Carina Lau.

## Filmografi i urval
- 1989 – Sorgens stad
- 1992 – Hard Boiled
- 1994 – Chungking Express
- 1994 – Ashes of Time
- 1994 – The Returning
- 1995 – Mack the Knife
- 1995 – Heaven Can't Wait
- 1995 – Cyclo
- 1996 – War of the Underworld
- 1996 – Blind Romance
- 1997 – Chinese Midnight Express
- 1997 – 97 Aces Go Places
- 1997 – Lyckliga tillsammans
- 1998 – Timeless Romance
- 1998 – The Longest Nite
- 1998 – Flowers of Shanghai
- 1999 – Gorgeous
- 2000 – In the Mood for Love
- 2000 – Tokyo Raiders
- 2001 – Fighting for Love
- 2001 – Love Me, Love My Money
- 2002 – Chinese Odyssey 2002
- 2002 – Infernal Affairs
- 2002 – Hero
- 2003 – Infernal Affairs III
- 2003 – My Lucky Star
- 2003 – Sound of Colors
- 2004 – 2046
- 2005 – Seoul Raiders
- 2006 – Confession of Pain
- 2007 – Lust, Caution
- 2008 – Red Cliff
- 2009 – Red Cliff II
- 2011 – The Great Magician
- 2012 – The Silent War
- 2013 – The Grandmaster
- 2016 – Hema Hema: Sing Me a Song While I Wait
- 2016 – See You Tomorrow
- 2018 – Monster Hunt 2
- 2018 – Europe Raiders
- 2019 – Theory of Ambitions
- 2021 – Shang-Chi and the Legend of the Ten Rings
- 2021 – Fox Hunt
- 2025 – Silent Friend